# Etienne-Gabriel Morelly
Etienne-Gabriel Morelly (1717, Vitry-le-François – ? 1778) byl francouzský filosof, představitel racionálního a utopického socialismu. Podobně jako Rousseau a Mably, představoval Morelly demokratické křídlo francouzského osvícenství. O jeho životě není mnoho známo, údajně žil v malém městě Vitry-le-François.
Morelly se zapsal do dějin filosofie dílem Zákoník přírody, v kterém byl poprvé zformulován princip komunismu: každému podle jeho potřeb a každému podle jeho schopností. Morelly navrhoval zrušení soukromého vlastnictví, práva a povinnosti práce pro každého občana a pro základní existenční potřeby, státní systém organizace vzdělání, bydlení, zdravotnictví, solidarity a spolupráce. Byl kritikem soukromého vlastnictví a obchodu. Morellyho filosofie dějin je založena na cyklické koncepci přechodu z neuvědomělého do uvědomělého stavu. Morellyho společenský systém je založen na kooperujících komunitách („tribue“), složených z rodin.

## Myšlení
Snažil se vyvodit zákony společenského pokroku ze „stálé a neměnné lidské přirozenosti“. Jeho ideální společnost spočívá na zrušení soukromého vlastnictví, právu každého občana být živen na útraty kolektivu a na jeho povinnosti přispívat podle svých schopností k obecnému blahobytu. Dodržování těchto tří zásad by podle Morellyho mohlo vymýtit ze společnosti všechny neřesti a každé zlo. Požadoval úplné zrušení obchodu a peněz. Pro Morellyho učení se nadchl zejména francouzský revolucionář Gracchus Babeuf.
Ideální formu společnosti popsal Morelly v díle Ztroskotání plovoucích ostrovů, neboli Basiliada slavného Bidpaje (1753). Forma románu je inspirována románem Angličana Richarda Heada Plovoucí ostrov, možná i Gulliverovými cestami Jonathana Swifta. Ale v otázce systému vlády se inspiroval zejména popisem vlády Inků od Garcilasssa de la Vegy v jeho Královských komentářích. V románu je popsán ostrov, kde je neznámé soukromé vlastnictví, „matka všech deliktů“. Země je společným zdrojem obživy. Morellyho komunistická společnost má přísně organizovanou strukturu s pevně řízenou výrobou a rozdělováním. Svazek výrobců se řídí centrálním ekonomickým plánem. Vše se rozděluje na veřejném náměstí každému otci rodiny pro jeho potřebu i potřebu jeho dítek. Pokud člověk přispívá svým dílem k veřejnému prospěchu, má právo, aby ho stát živil.
V roce 1755 vydal Morelly Zákoník přírody, své hlavní dílo. V této práci reaguje na námitky proti Basiliadě a soustavně vykládá své názory. Vychází z názoru, že Bůh dal lidem rozum, aby poznávali zákony přírody a žili v souladu s nimi. Soustava soukromého vlastnictví je nerozumná, protipřirozená, svádí k lakotě, hrabivosti a posiluje egoismus. Záleží na společenském zřízení, zda člověka povznáší, anebo lidi mravně kazí. Je třeba vytvořit takové společenské poměry, ve kterých by lidé nemohli být prostopášní a zlí. Velký význam připisoval Morelly společenské výchově dětí; byl stoupencem laické školy (nespadající pod církev).
Katolická církev dekretem ze dne 19. ledna 1761 zařadila spis Zákoník přírody (Morelly, Code de la nature) na Index zakázaných knih.

### Názory z díla Zákoník přírody
I. Nic ve společnosti nebude patřit jednotlivci, jen předměty, které skutečně používá pro uspokojení svých potřeb, pro své potěšení a pro svou každodenní práci.
II. Každý občan je veřejným zaměstnancem, vydržovaným, vyživovaným a zaměstnávaným na útraty společnosti.
III. Každý občan přispívá k obecnému prospěchu přiměřeným podílem dle svých sil, svých schopností a svého věku; na tomto základě se upraví jeho povinnosti podle zákonů o rozdělování.

## Dílo

### Spisy
- Essai sur l'esprit humain (1743) – Rozprava o lidském duchu

- Essai sur le coeur humain (1745) – Rozprava o lidském srdci

- Naufrage des isles flottantes, ou Basiliade du célèbre Pilpai (1753) – Ztroskotání plovoucích ostrovů neboli Basiliáda slavného Bidpaje [báseň v próze, fingovaný překlad, autorem má být staroindický mudrc a bajkář Bidpaj][6]
- Code de la nature (1755) – Zákoník přírody [vyšel anonymně a byl dlouho přičítán Diderotovi; česky r. 1958][7]

### České překlady
- MORELLY, Étienne Gabriel. Zákoník přírody. 1. vyd. Praha: SNPL, 1958. 137 s.